# Simon Abramowitz
Alfred Simon Abramowitz (* 23. März 1887 in Ruß, Memelland; † 12. Juli 1944 in London) war ein deutscher Jurist und Staatsbeamter.

## Leben und Tätigkeit
Abramowitz studierte Rechtswissenschaften an der Albertus-Universität Königsberg. Ab 1921 wurde er als Assessor bei den Amtsgerichten Ziegenhals, Rybik, Brieg, Oels sowie den Landgerichten Beuthen, Neiße und Brieg verwendet. 1922 fand eine Anstellung bei einem Bankhaus in Danzig.
1923 trat Abramowitz als Justitiar in den Dienst beim Polizeipräsidium in Berlin, wo er 1927 zum stellvertretenden Leiter der Abteilung I ernannt und 1926 oder 1927 in den Rang eines Regierungsrates befördert wurde. 1928 oder 1929 folgte die Beförderung zum Regierungsdirektor und Abteilungsleiter.
1929 oder 1930 wurde Abramowitz als Hilfsarbeiter im Rang eines Ministerialrates ins Preußische Innenministerium versetzt. Gleichzeitig wurde er zum Staatskommissar bei der Deutschen Sparkassen- und Girozentrale (Staatskommissar für den Deutschen Sparkassen- und Giroverband) ernannt. Alfred Fischer zufolge wäre die Bankenkrise von 1930, die infolge der Weltwirtschaftskrise ausbrach, ohne die effektive Sanierungsarbeit von Abramowitz innerhalb des Bankensektors „zweifelsohne einige Wochen eher, und dann im öffentlichen Bankwesen“ ausgebrochen und wäre es ohne seine Arbeit niemals zu einer so vergleichsweise schnellen Erholung des Bankensystems gekommen, wie sie dann stattfand.
Im Gefolge des Preußenschlages vom 20. Juli 1932 wurde Abramowitz zum 1. Dezember 1932 in den einstweiligen Ruhestand versetzt.
Nach dem Machtantritt der Nationalsozialisten im Frühjahr 1933 ging Abramowitz, der nun aufgrund seiner jüdischen Abstammung dauerhaft aus dem Staatsdienst entfernt wurde, 1934 über die Schweiz in die Emigration nach Großbritannien. Dort arbeitete er in einem Londoner Anwaltsbüro und betätigte sich in der britischen Exilgruppe der Sozialdemokratischen Partei.
1939 wurde er als Enemy Alien interniert.

## Familie
Abramowitz war verheiratet mit Reny, verwitwete Treptow.

## Schriften
- Wesentliche Aufgaben der Sparkassenaufsicht. In: Sparkasse 51 (1931), Nr. 11, S. 217–220.